# Illusions du bonheur
Pour plus de détails, voir Fiche technique et Distribution.
Illusions du bonheur ou Baas Gansendonck est un film belge de 1945, réalisé par Gaston Ariën.

## Synopsis
Le scénario est inspiré du roman néerlandais Baes Gansendonck (de 1850) de l'écrivain flamand Hendrik Conscience.  La première adaptation cinématographique de ce roman est un film muet de 1929 : Baas Ganzendonck de Germain Baert.  Le roman décrit l'histoire d'un riche aubergiste de la Campine qui périt par son propre orgueil et arrogance.  
Pour le film, le directeur Ariën modifia la fin mélodramatique du roman pour obtenir une fin heureuse. 
La première du film eut lieu le 15 novembre 1945 au théâtre Empire à Anvers.  Il fut plutôt bien accueilli par la presse flamande.  Gazet van Antwerpen écrivit le lendemain : « Le film flamand a pris une nouvelle voie. »  Luc Philips y fit ses débuts comme acteur de cinéma.

## Fiche technique
- Titre : Baas Gansendonck (Illusions du bonheur)
- Réalisation : Gaston Ariën
- Scénario : Gaston Ariën, Hendrik Gonnissen et Hendrik Conscience (roman)
- Sociétés de production : SA Compagnie internationale du film
- Musique : J. Antoon Zwijsen
- Photographie : Bob Sentroul, Eddy Souris et Raymond de Souter
- Montage : Eddy Souris et Marcel Verwest
- Pays d'origine : Belgique
- Format : Noir et blanc - 1,37:1 - Mono - 35 mm
- Genre : comédie
- Durée : 93 minutes
- Date de sortie : 1945 (Belgique)

## Distribution
- Robert Marcel : Baas Gansendonck
- Angèle Allaert : La bonne, Katrien
- François Bernard : Karel
- Madeleine Barrès : Madame Beaumarton
- Werner Degan : Le baron
- Cary Fontyn : Liza
- Toontje Janssens : Le garde champêtre
- Franz Joubert : Le valet
- Charles Mahieu : Le major van Burckel
- Jean Nergal : Pierre
- Christine Nols : Mère de Karel
- Hortence Peeters : La douairière
- Luc Philips : Kobe
- Antoon Queeckers : Le docteur
- Paul Rouma : Adolf
- Jos Van de Putte : Le notaire
- Frans Van den Brande : Poplimont
- M. Van den Broucke : L'aide du forgeron, Sus
- Dora van der Groen
- Cis Van Dongen : Le forgeron, Maurus

### Note
1. ↑  « De Vlaamsche film op nieuwe banen »

### Source
- (nl) Cet article est partiellement ou en totalité issu de l’article de Wikipédia en néerlandais intitulé « Baas Gansendonck » (voir la liste des auteurs).